# Sonder-Sichtflugregeln
Die Sonder-Sichtflugregeln, kurz SVFR (engl. special visual flight rules) können angewendet werden, um einen Flug nach Sichtflugregeln, der in VMC (engl. visual meteorological conditions, Sichtflugbedingungen) durchgeführt werden muss, auch bei vorherrschenden schlechteren Bedingungen innerhalb einer Kontrollzone zu ermöglichen.
Durch SVFR werden die höheren Wetterminima der Kontrollzone den niedrigeren Minima des umgebenden Luftraumes für diesen Flug angepasst (siehe Luftraumstruktur). Auf diese Weise können Start und Landung innerhalb der Kontrollzone stattfinden, und der Flug außerhalb unter regulären Bedingungen fortgesetzt werden. Durch SVFR wird vermieden, dass ausschließlich nach IFR (engl. instrument flight rules, Instrumentenflugregeln) geflogen werden darf, obwohl der Luftraum um die Kontrollzone herum auch VFR (engl. visual flight rules, Sichtflugregeln) zuließe. 
In Deutschland gelten für Kontrollzonen im Luftraum D (CTR) Wetterbedingungen von mindestens 5 km Flugsicht, 5 km Bodensicht, einer Hauptwolkenuntergrenze von 1500 ft sowie ein Abstand von Wolken vertikal 1000 ft, horizontal 1,5 km (bis zum 5. Dezember 2014 war in D-CTR kein Wolkenmindestabstand gefordert), um nach Sichtflugregeln fliegen zu dürfen. SVFR setzt diese Minima herab, um ein Fortführen des Fluges im Luftraum G zu ermöglichen. 
In Deutschland gelten laut SERA.5010 folgende Bedingungen für Sonderflüge nach Sichtflugregeln in Kontrollzonen:
Ein SVFR-Flug in einer Kontrollzone darf nur stattfinden, sofern
- die Verkehrslage dies zulässt
- die Flugverkehrskontrollstelle dies genehmigt
- eine Flugsicht von mindestens 1500 m (bzw. 800 m für Drehflügler) für den Luftfahrzeugführer herrscht
- eine Bodensicht von mindestens 1500 m (bzw. 800 m für Drehflügler) herrscht
- Erdsicht vorhanden ist (Bem. in SERA.5010 steht nach einem Übersetzungsfehler Bodensicht) und der Flug frei von Wolken durchgeführt werden kann
- eine Hauptwolkenuntergrenze von mindestens 600 ft über Grund (AGL) vorliegt (SERA ab 5. Dezember 2014)
- Maximale Geschwindigkeit: 140 kt

## Belege
1. ↑  Durchführungsverordnung (EU) Nr. 923/2012 der Kommission vom 26. September 2012 zur Festlegung gemeinsamer Luftverkehrsregeln und Betriebsvorschriften für Dienste und Verfahren der Flugsicherung und zur Änderung der Durchführungsverordnung.